# Invincible (1836)
Invincible – teksański szkuner, jeden z czterech stanowiących pierwszą Marynarkę Wojenną Teksasu (1836–1838). Rozpoczął swoją służbę w styczniu 1836 i od początku atakował statki zaopatrujące armię meksykańską walczącą w Teksasie. Zajął także amerykański statek handlowy "Pocket", a później brytyjski "Eliza Tussel". Obie te akcje spowodowały incydenty dyplomatyczne pomiędzy Republiką Teksasu oraz Stanami Zjednoczonymi i Wielką Brytanią.
"Invincible" był remontowany w Nowym Jorku i ledwie uniknął przejęcia przez United States Navy za naruszanie neutralności Stanów Zjednoczonych. 27 sierpnia 1837 ścigany przez dwa okręty marynarki meksykańskiej wszedł na mieliznę i został zniszczony w Galveston; tym samym zakończył służbę. W czasie krótkiej kariery w marynarce Republiki Teksasu był rajderem i okrętem flagowym małej floty.

## Zakup i wejście do służby
Pierwotnie zbudowany jako statek handlarza niewolników w stoczni w Baltimore. "Invincible" został zakupiony przez specjalnych agentów Teksasu: Thomasa F. McKinneya i Samuela Maya Williamsa na początku 1836. Po przeróbkach w Nowym Orleanie został sprzedany tymczasowemu rządowi Tekasu ze znacznym zyskiem dla McKinneya i Wiliamsa. Szkuner został zakupiony ponieważ rebeliancki rząd teksański był zaniepokojony pojawieniem się rajderów meksykańskich wzdłuż wybrzeża Zatoki Meksykańskiej. 12 marca 1836 dowodzenie nad "Invincible" przejął komandor Jeremiah Brown.

## Bitwa koło Brazos Santiago i zajęcie "Pocket"
Brown otrzymał rozkaz obrony teksańskiego wybrzeża oraz wyszukanie i związanie walką meksykańskiego okrętu (ang. man-of-war) "Montezuma". "Invincible" popłynął na południe do ujścia Rio Grande, gdzie 3 kwietnia 1836 walczył z 20-działowym wrogiem na terenie zwanym wtedy Brazos Santiago (obecnie Boca Chica) u wejścia do Laguna Madre. Po wymianie salw burtowych "Montezuma" wszedł na mieliznę, a załoga uciekła. "Invincible" ostrzeliwał meksykański okręt do czasu, gdy wróg został zniszczony.
Tego samego dnia "Invincible" natknął się na amerykański statek handlowy "Pocket". Jego załoga wywiesiła sygnał oznaczający, że przewozi towary dla generała Santa Anny, który przeprowadzał operację przeciw zbuntowanemu Teksasowi. Jak podaje Handbook of Texas Online: "komandor Brown wszedł na pokład, przejrzał towary i papiery statku i odkrył kontrabandę, broń i amunicję, której nie było w deklaracji. Znalazł także dokładne mapy wybrzeża Teksasu i oznaczenia wojskowe w języku hiszpańskim". Dodatkowo Teksańczycy stwierdzili, że "Pocket" przewozi wysokich rangą oficerów meksykańskich, co łamało akt neutralności z 1818. Statek znajdował się w drodze z Matamoros do armii generała Santa Anny w Teksasie z ładunkiem kontrabandy, na którą składały się: mąka, ryż, smalec, suchary i 300 beczek prochu. Bazując na tych dowodach, Brown przeniósł na statek załogę pryzową i odeskortował jednostkę do Galveston. Do portu dotarli 8 kwietnia i tam z przejętych dokumentów dowiedziano się, że Santa Anna planuje zająć wszystkie teksańskie porty i przerzucić na wyspę Galveston 1000 ludzi. Opierając się na tych informacjach rząd Teksasu szybko ufortyfikował strategicznie ważne i najbardziej ludne wyspy Teksasu. Zaopatrzenie przejęte na pokładzie Pocket natychmiast otrzymała armia Sama Houstona. Teksaski historyk Jim Dan Hill uznał, że działania "Invincible" przyczyniły się bardzo do zwycięstwa w bitwie pod San Jaconto, poprzez uniemożliwienie dowiezienia posiłków przez okręt "Montezuma" i przekazanie zapasów z pokładu "Pocket" armii teksańskiej na krótko przed bitwą.

## Zarzut piractwa
Po doprowadzeniu pryzu Brown natychmiast opuścił Galveston, ponieważ "Invincible" musiał przejść remont w Nowym Orleanie. Jednak wiadomość o przechwyceniu "Pocket" spowodowała zamieszanie w środowisku handlarzy i ubezpieczycieli, którzy zaczęli lobbować u lokalnych urzędników federalnych w sprawie przeprowadzenia akcji przeciw Teksańczykom, by bronić żeglugę amerykańską na Zatoce Meksykańskiej. 1 maja 1836 kapitan i załoga "Invincible" zostali aresztowani i oskarżeni o piractwo zgodnie z prawem amerykańskim. Jednak zarzuty nie zostały udowodnione i załogę zwolniono.
Po kilku dniach opóźnienia szkuner wrócił do Galveston, gdzie otrzymał rozkaz udania się do Anahuac, skąd miał przetransportować pojmanego generała Santa Anna do Veracruz zgodnie z traktatem z Velasco. 5 czerwca 1836 generał Thomas Jefferson Green dotarł do Anahuac z amerykańskimi ochotnikami na pokładzie zakontraktowanego teksańskiego statku "Ocean". Ten ostatni zapobiegł wyjściu w rejs "Invincible", a Santa Anna został ponownie zatrzymany i po przerwanej próbie ucieczki zakuty w kajdany. Po pozbyciu się więźnia komandor Brown udał się na południe, by bronić teksańskiego wybrzeża.
4 lipca 1836 "Invincible" popłynął pomóc teksańskiej jednostce "Brutus", która została zablokowana w porcie Matagorda przez hiszpański okręt "Vencedor del Alamo". Gdy "Invincible" dotarł do blokującego okrętu, ten oddalił się bez strzału. Szkuner dowodzony przez Browna bez powodzenia ścigał go do Veracruz.

## Remont w Nowym Jorku
4 sierpnia 1836 "Invincible" popłynął do Nowego Jorku na remont. Komandor Brown i jego załoga planowali wyremontować okręt i uzupełnić zapasy przed powrotem do Teksasu na początku 1837. Jednak wkrótce dowiedzieli się, że nie mają funduszy ani na prace remontowe, ani na żołd. Okręt został skonfiskowany przez służby nowojorskie w styczniu 1837. Załoga rozważała opuszczenie okrętu i powrót do Teksasu lądem. Ale niespodziewana pomoc napłynęła od Samuela Smartwouta, amerykańskiego poborcy z portu nowojorskiego (i stronnika Teksasu). Swartwout pomógł załodze spłacić długi i uratował okręt przed sprzedażą na aukcji (taki los spotkał siostrzany okręt "Liberty").
Gdy wszystkie rachunki zostały uregulowane, "Invincible" opuścił Nowy Jork ścigany przez jednostki United States Navy mające rozkaz aresztować załogę i zająć okręt za naruszanie neutralności Stanów Zjednoczonych.

## Nowy kapitan i ostatnia bitwa
14 marca 1837 komandor Brown wrócił z okrętem do Galveston. Jeszcze w marcu został zwolniony ze stanowiska dowódcy na rozkaz nowego prezydenta Sama Houstona. Okręt został oddany pod dowództwo komodora H.L. Thompsona. Houston obawiał się, że agresywne akcje morskie mogą prowadzić do międzynarodowych incydentów, dlatego był sceptycznie nastawiony do silnej teksańskiej marynarki wojennej.

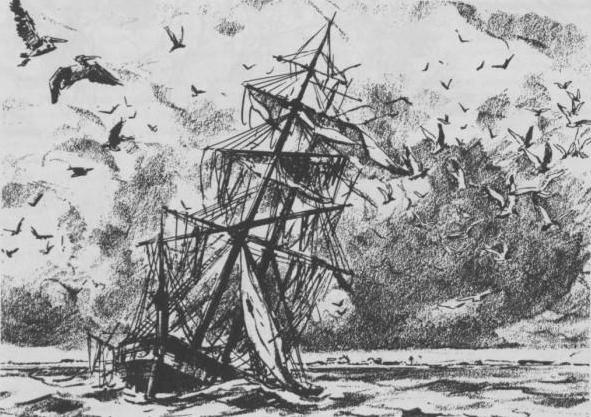
Wrak "Invincible" w Galveston w 1837 pędzla E.M. Schiwetz

W czerwcu 1837 "Invincible" został okrętem flagowym Marynarki Teksasu (składającej się wtedy z dwóch jednostek), po tym jak "Independence" poddał się meksykańskim okrętom "Vencedor del Álamo" i "Libertador". Komandor Thompson wypłynął w rejs w towarzystwie Samuela Thoadsa Fishera, teksańskiego sekretarza marynarki. Z Galveston ruszyli w czerwcu 1837, by niepokoić meksykańskie linie żeglugowe i najeżdżać portowe miasta. "Invincible" przejął kilka jednostek i uczynił z nich pryzy. Wśród nich był także brytyjski statek handlowy "Eliza Russell", którego zajęcie spowodowało problemy dyplomatyczne, ponieważ Teksas potrzebował brytyjskiego poparcia. Teksańskiemu ministrowi J. Pinckneyowi Hendersonowi udało się w końcu załagodzić konflikt dyplomatyczny, ale rząd Teksasu musiał zapłacić Wielkiej Brytanii 4000 dolarów. W rezultacie tego incydentu kapitan statku Thompson i sekretarz Fisher zostali zawieszeni przez prezydenta Houstona. Fisher zrezygnował później ze stanowiska, a Thompson zmarł zanim dochodzenie morskie formalnie się rozpoczęło.
26 sierpnia 1837 "Invincible" eskortował "Brutus" do portu w Galveson. "Brutus" miał na holu meksykański pryz "Obispo". "Invincible zakotwiczył w kanale na noc i następnego dnia został otoczony przez "Vencedor del Alamo" i "Libertador". "Brutus" próbował pomóc "Invincible", ale wszedł na łachę piasku przy wejściu do portu. "Invincible" pozostał sam w walce z dwoma okrętami meksykańskimi. Z powodu pływów wszedł na mieliznę, następnie ostrzelany ogniem dział meksykańskich – zatonął.
Wraz ze zniszczeniem szkunerów "Invincible" i "Brutus" pierwsza Marynarka Wojenna Teksasu przestała istnieć. Miejsce, gdzie znajdują się szczątki okrętów, zostało odnalezione w 1995 przez National Undersea Marine Agency, której fundatorem jest Clive Cussler.